# Боттичини, Рафаэлло
Рафаэль Боттичини (итал. Raffaello di Francesco Botticini; 11 сентября 1477, Флоренция — известен до 1520 года) — итальянский художник.

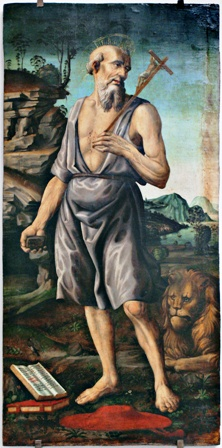
Св. Иероним. 1500 г., Музей ц. Колледжата, Эмполи

## Биография и творчество
Рафаэлло принадлежал к флорентийской артистической династии — его дед, Джованни ди Доменико, был известен как художник, расписывавший игральные карты (хотя учёные не исключают, что он мог заниматься и более серьёзной живописью); его отец — Франческо ди Джованни, был известным флорентийским мастером. Первые художественные навыки Рафаэлло получил в мастерской отца; с этой мастерской связан и ранний период его творчества. В 1490-е годы, когда формировался художественный вкус Рафаэлло, мастерская его отца занималась в основном исполнением заказов в провинциальных городках в окрестностях Флоренции. В 1498 году Франческо Боттичини скончался, Рафаэлло унаследовал мастерскую и продолжил работать в провинции. По мнению исследователей его творчества, это был художник скромного дарования, никогда не стремившийся завоевать высоких позиций в интеллектуальном и финансовом центре Тосканы — Флоренции, и довольствовавшийся заказами, которые ему давали провинциальные храмы. Его искусство было эклектичным, и наряду с влиянием отца включало связь с искусством Перуджино, Ридольфо Гирландайо, Лоренцо ди Креди, Фра Бартоломео и др.
Рафаэлло Боттичини был почти забыт художественной критикой; главную роль в его «возрождении» принадлежит итальянскому искусствоведу Федерико Дзери, опубликовавшему в 1968 году работу о художнике; в ней Дзери смог восстановить хронологию его творчества и более точно атрибутировать некоторые произведения.
К ранним работам он относит утерянную картину, выполненную Рафаэлло в 1498 году для Братства Тела Господня в Поджибонси и две подписанные и датированные 1500 годом панели с изображением Св. Себастьяна и Св. Иеронима (ныне в музее церкви Колледжата в Эмполи) — когда-то они были боковыми створками триптиха, в центре которого, по всей вероятности, находилось изображение Мадонны с младенцем. В исполнении этих святых, с одной стороны, видна связь с искусством его отца, Франческо Боттичини, с другой очевидно движение в сторону более спокойной тональности, склонность к ритмической уравновешенности и тщательность кисти (это качество проявляется во всех его работах вплоть до самых поздних), в них ощущаются отголоски искусства Себастьяно Майнарди, Якопо дель Селлайо и Лоренцо ди Креди. С последним, по мнению Дзери, художника связывает склонность к интенсивной светотени и упрощённости форм — именно эти качества отчётливо заявлены в картине Рафаэлло Боттичини «Три Архангела и Товий» (ок. 1500г, Старая Пинакотека, Мюнхен), написанной, вероятно, по мотивам работ отца, который неоднократно обращался к этой теме.
В 1504 году Рафаэлло было поручено завершить в течение четырнадцати дней «Табернакль Сакраменто» (на боковых панелях — св. Андрей и Иоанн Креститель; на картинах пределлы — сцены из жития св. Андрея, Иисуса Христа и Иоанна Крестителя), начатый его отцом много лет назад — в 1484 году. Это алтарь, созданный для Братства Белых Одежд, был установлен в церкви Сант Андреа в Эмполи в 1491 году, и, судя по срокам, речь шла о каких-то небольших недоделках, которые исправил Рафаэлло.
В 1508 году художник расписал большой алтарь с изображением «Пьеты» (Оплакивание Христа; 200х185см) по заказу всё того же Братства Белых Одежд в Эмполи (хотя сохранившийся в архивах контракт предусматривал изображение «Воскресения Христа»). Это произведение погибло во время войны в 1944 году. От алтаря остались три картины пределлы, хранящиеся в музее Эмполи: «Христос и самаритянка», «Изгнание торгующих из храма», «Въезд Христа в Иерусалим». «Пьета» очень напоминает такую же работу Перуджино (которому она первоначально и приписывалась), в деталях очевидно влияние Ридольфо Гирландайо, и Фра Бартоломео, у которого Рафаэлло позаимствовал манеру изображения драпировок.
К 1512 году относят создание картины «Поклонение Младенцу Христу со святыми Варварой и Мартином» (172 × 175 см, Государственный Эрмитаж, Санкт-Петербург). В своё время она была приобретена музеем как произведение Рафаэля Санти (путаница, вероятно, произошла из-за одинакового имени художников). Ф. Дзери считает, что это та алтарная картина, которая была заказана для церкви Кастельфранко ди Сотто, недалеко от Эмполи, в 1512 г. В ней также ощущается связь с искусством Перуджино (особенно в изображении св. Варвары), и влияние творчества Гирландайо, пропущенное через искусство Франческо Боттичини (особенно в рисунке Мадонны).
Остальные несколько десятков работ, которые приписывают Рафаэлло Боттичини, выстроены вокруг этих признанных бесспорными произведений. Наиболее важные из них: «Благовещение с двумя святыми» (Фучеккио, Музей; картину идентифицируют с работой, выполненной в 1513 году для церкви св. Марии неподалёку от Фучеккио); «Мадонна на троне с четырьмя святыми» в церкви Сан Мартино в Лукардо (неподалёку от Чертальдо), которую ранее приписывали Ридольфо Гирландайо; «Мадонна Милосердие с ангелами и донаторами» (Болонья, Национальная пинакотека), происходящая из церкви Санта Мария ин Регола.
Две «Мадонны с младенцем и Иоанном Крестителем» (Рим, коллекция Санджорджи, и Неаполь, Музей Каподимонте) считают отражением новаций, введенных Рафаэлем Санти, и относят к последней фазе в творчестве Боттичини. Дата кончины художника неизвестна, его биография обрывается в 1520 году, когда в документах в последний раз появляется его имя. Творчество Рафаэлло Боттичини недостаточно изучено и требует дальнейших исследований.

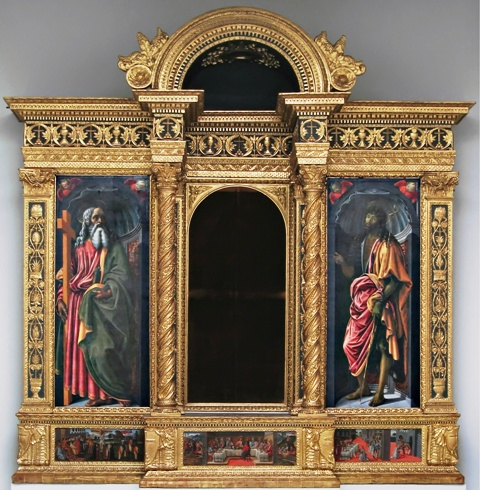
Табернакль Сакраменто. 1484—1504, Эмполи, Музей.
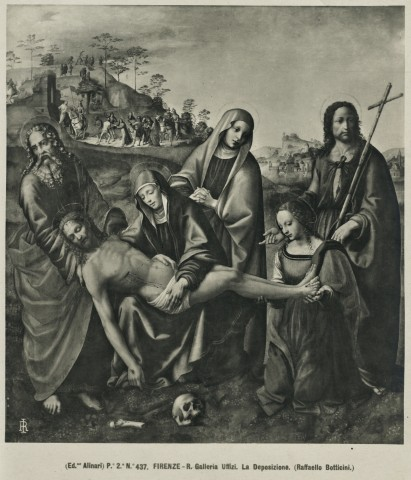
Пьета. 1508г. Картина погибла в 1944.
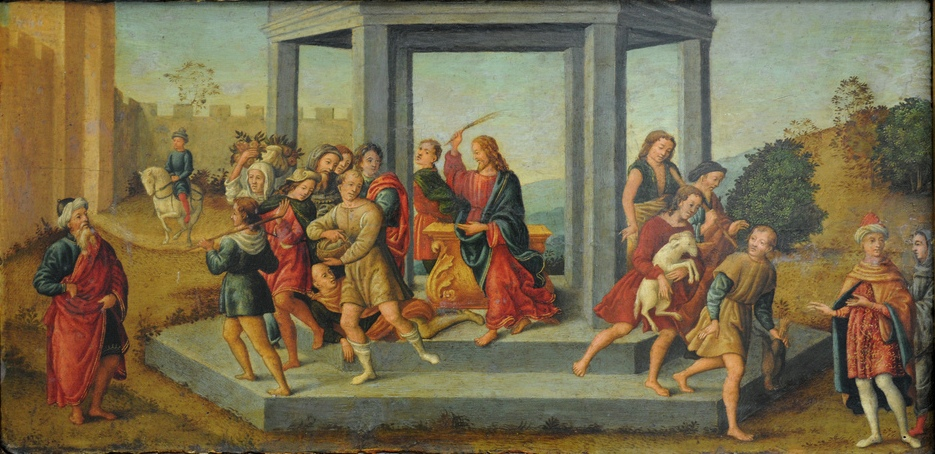
Изгнание торгующих из храма. Деталь пределлы. 1508, Эмполи, Музей
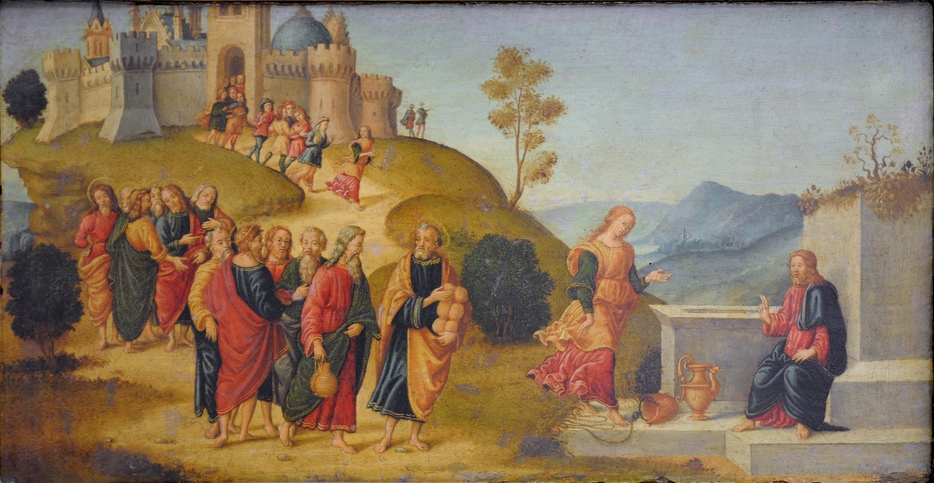
Христос и самаритянка. Деталь пределлы. 1508, Эмполи, Музей
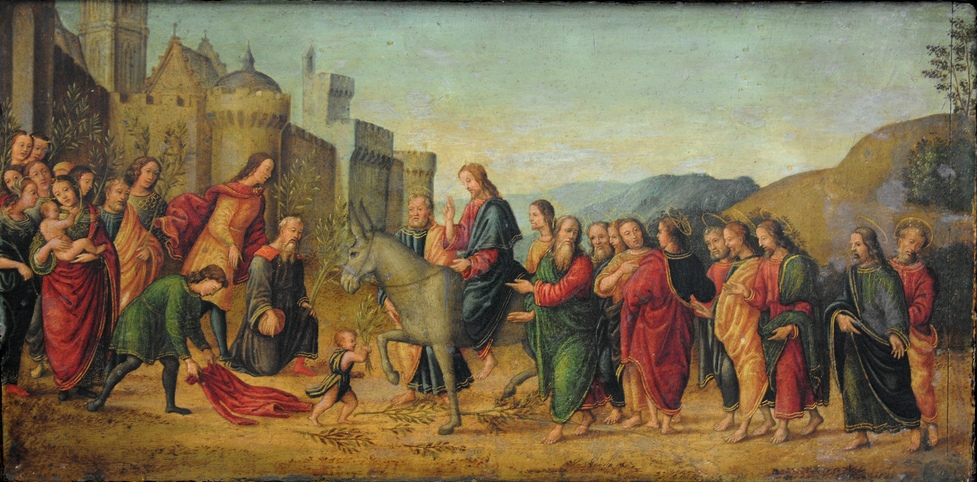
Въезд Христа в Иерусалим. Деталь пределлы. 1508, Эмполи, Музей
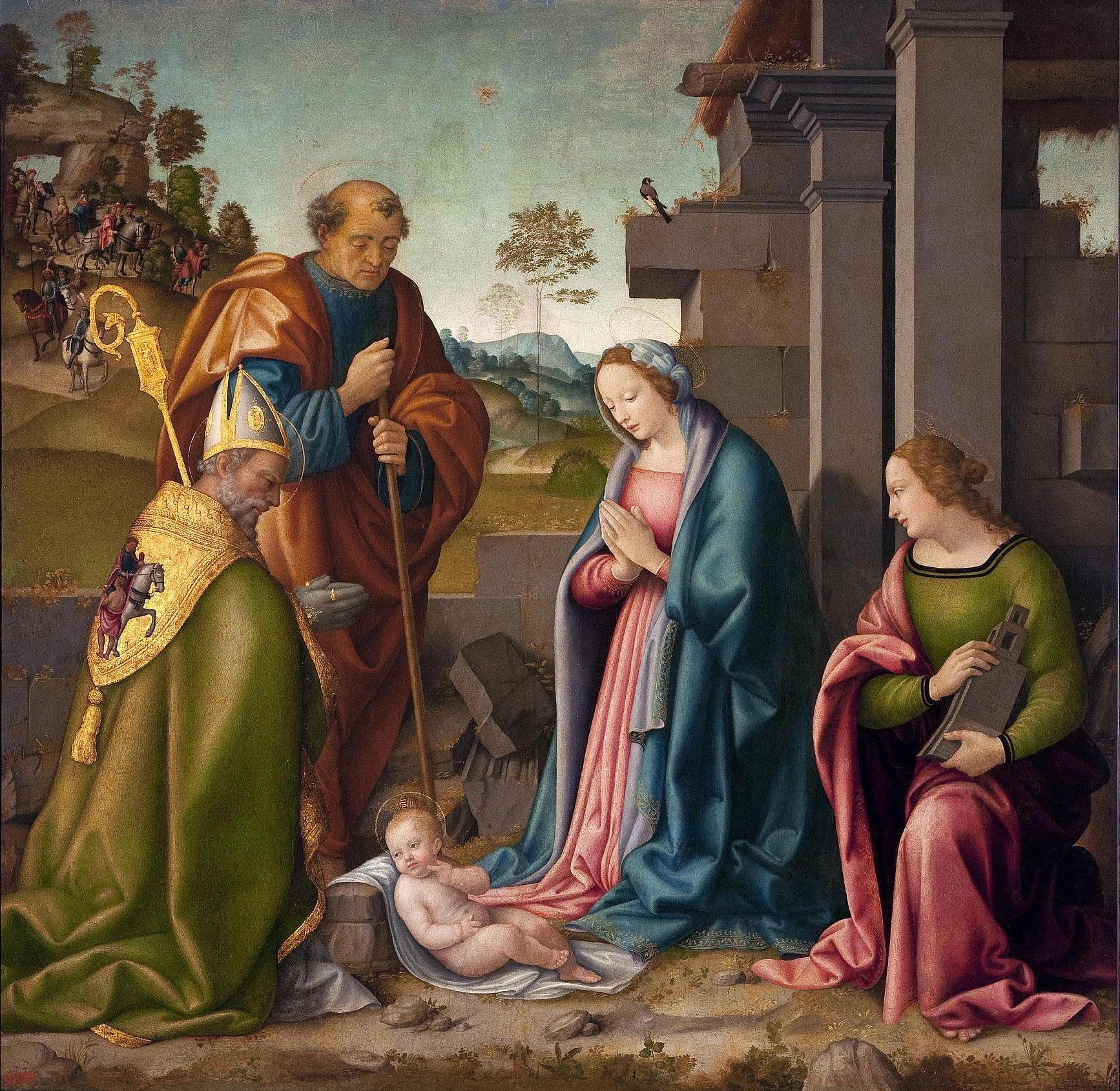
Поклонение Младенцу Христу со святыми Варварой и Мартином. 1512. Эрмитаж, Санкт-Петербург
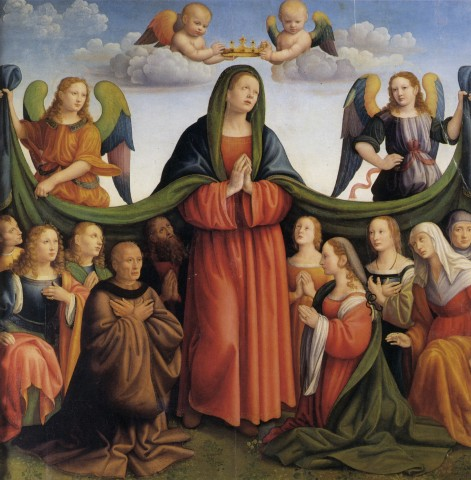
Мадонна Милосердие с ангелами и донаторами. Болонья, Пинакотека
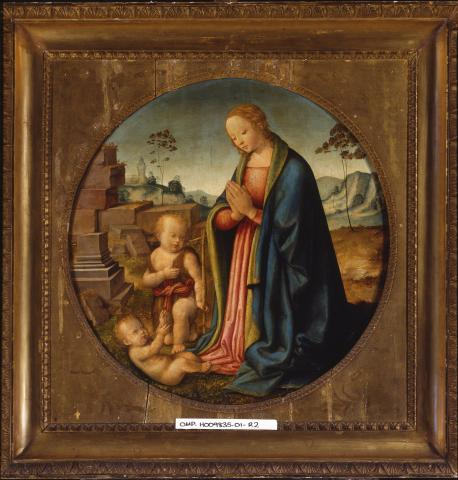
Поклонение младенцу Христу. 1500-1520гг, Аукцион Сотбис, 1991.